# Station Questembert
Station Questembert is een spoorwegstation in de Franse gemeente Questembert.
Het wordt bediend door treinen van het netwerk TER Bretagne op de trajecten Rennes - Quimper en Nantes - Quimper. 